# Jonesia
Jonesia is een geslacht van kreeftachtigen uit de klasse van de Ostracoda (mosselkreeftjes).

## Soorten
- Jonesia acuminata (Sars, 1866) Sylvester-Bradley & Kesling in Benson et al., 1961
- Jonesia arctica Schornikov, 1980
- Jonesia barentsovensis Schornikov, 1980
- Jonesia camtschatica Schornikov, 1981
- Jonesia cuneata Schornikov, 1981
- Jonesia howei (Puri, 1954) Swain, 1968 †
- Jonesia japonica Schornikov, 1981
- Jonesia marecorallinensis Correge, 1993 †
- Jonesia orientalis Schornikov, 1981
- Jonesia permica Kozur, 1985 †
- Jonesia rostrata (Lucas, 1931) Swain, 1969